# 博罗伊岛
博罗伊岛是法罗群岛的一个岛屿，位于东北部。主要居民点有克拉克斯维克等。该岛总面积96平方公里，为法罗群岛第6大岛。总人口5,397人（2021年1月），居法罗群岛第4位。人口密度56人/km²。该岛共有5座山峰。